# Gran Premio di Francia 1965
Il Gran Premio di Francia 1965 fu la quarta gara della stagione 1965 del Campionato mondiale di Formula 1, disputata il 27 giugno sul Circuito di Clermont-Ferrand.
La corsa vide la vittoria di Jim Clark su Lotus-Climax, seguito da Jackie Stewart su BRM e da John Surtees su Ferrari.

## Qualifiche
| Pos | N° | Pilota          | Costruttore         | Scuderia                    | Tempo  | Distacco |
| --- | -- | --------------- | ------------------- | --------------------------- | ------ | -------- |
| 1   | 6  | Jim Clark       | Lotus 25-Climax     | Team Lotus                  | 3:18.3 | -        |
| 2   | 12 | Jackie Stewart  | BRM P261            | Owen Racing Organisation    | 3:18.8 | +0.5     |
| 3   | 4  | Lorenzo Bandini | Ferrari 512         | Scuderia Ferrari SpA SEFAC  | 3:19.1 | +0.8     |
| 4   | 2  | John Surtees    | Ferrari 158         | Scuderia Ferrari SpA SEFAC  | 3:19.1 | +0.8     |
| 5   | 14 | Dan Gurney      | Brabham BT11-Climax | Brabham Racing Organisation | 3:19.8 | +1.5     |
| 6   | 16 | Denny Hulme     | Brabham BT11-Climax | Brabham Racing Organisation | 3:20.5 | +2.2     |
| 7   | 26 | Richie Ginther  | Honda RA272         | Honda R&D Company           | 3:21.4 | +3.1     |
| 8   | 24 | Chris Amon      | Lotus 25-BRM        | Reg Parnell Racing          | 3:23.0 | +4.7     |
| 9   | 18 | Bruce McLaren   | Cooper T77-Climax   | Cooper Car Company          | 3:23.2 | +4.9     |
| 10  | 8  | Mike Spence     | Lotus 33-Climax     | Team Lotus                  | 3:23.4 | +5.1     |
| 11  | 34 | Jo Bonnier      | Brabham BT7-Climax  | RRC Walker Racing Team      | 3:23.4 | +5.1     |
| 12  | 20 | Jochen Rindt    | Cooper T77-Climax   | Cooper Car Company          | 3:23.6 | +5.3     |
| 13  | 10 | Graham Hill     | BRM P261            | Owen Racing Organisation    | 3:23.7 | +5.4     |
| 14  | 36 | Jo Siffert      | Brabham BT11-BRM    | RRC Walker Racing Team      | 3:25.2 | +6.9     |
| 15  | 30 | Bob Anderson    | Brabham BT11-Climax | DW Racing Entreprises       | 3:26.0 | +7.7     |
| 16  | 28 | Ronnie Bucknum  | Honda RA272         | Honda R&D Company           | 3:26.3 | +8.0     |
| 17  | 22 | Innes Ireland   | Lotus 25-BRM        | Reg Parnell Racing          | 3:30.5 | +12.2    |

## Gara
| Pos | N° | Pilota          | Costruttore         | Giri | Tempo/Causa Ritiro | Pos partenza | Punti |
| --- | -- | --------------- | ------------------- | ---- | ------------------ | ------------ | ----- |
| 1   | 6  | Jim Clark       | Lotus 25-Climax     | 40   | 2:41:38.4          | 1            | 9     |
| 2   | 12 | Jackie Stewart  | BRM P261            | 40   | +26.3 secondi      | 2            | 6     |
| 3   | 2  | John Surtees    | Ferrari 158         | 40   | +2:33.5            | 4            | 4     |
| 4   | 16 | Denny Hulme     | Brabham BT11-Climax | 40   | +2:53.1            | 6            | 3     |
| 5   | 10 | Graham Hill     | BRM P261            | 39   | +1 Giro            | 13           | 2     |
| 6   | 36 | Jo Siffert      | Brabham BT11-BRM    | 39   | +1 Giro            | 14           | 1     |
| 7   | 8  | Mike Spence     | Lotus 33-Climax     | 39   | +1 Giro            | 10           |       |
| 8   | 4  | Lorenzo Bandini | Ferrari 512         | 36   | Incidente          | 3            |       |
| 9   | 30 | Bob Anderson    | Brabham BT11-Climax | 34   | Sistema carburante | 15           |       |
| Rit | 18 | Bruce McLaren   | Cooper T77-Climax   | 23   | Sospensioni        | 9            |       |
| Rit | 34 | Jo Bonnier      | Brabham BT7-Climax  | 21   | Alternatore        | 11           |       |
| Rit | 24 | Chris Amon      | Lotus 25-BRM        | 20   | Sistema carburante | 8            |       |
| Rit | 22 | Innes Ireland   | Lotus 25-BRM        | 18   | Cambio             | 17           |       |
| Rit | 14 | Dan Gurney      | Brabham BT11-Climax | 16   | Motore             | 5            |       |
| Rit | 26 | Richie Ginther  | Honda RA272         | 9    | Accensione         | 7            |       |
| Rit | 28 | Ronnie Bucknum  | Honda RA272         | 4    | Accensione         | 16           |       |
| Rit | 20 | Jochen Rindt    | Cooper T77-Climax   | 3    | Incidente          | 12           |       |

## Statistiche

### Piloti
- 16ª vittoria per Jim Clark
- 20° pole position per Jim Clark

### Costruttori
- 21° vittoria per la Lotus
- 25ª pole position per la Lotus

### Motori
- 37ª vittoria per il motore Climax
- 40º giro più veloce per il motore Climax

### Giri al comando
- Jim Clark (1-40)

## Classifiche Mondiali

### Piloti
| Pos | Pilota          | Punti |
| --- | --------------- | ----- |
| 1   | Jim Clark       | 27    |
| 2   | Graham Hill     | 17    |
|     | Jackie Stewart  | 17    |
| 4   | John Surtees    | 13    |
| 5   | Bruce McLaren   | 8     |
| 6   | Lorenzo Bandini | 6     |
| 7   | Mike Spence     | 3     |
|     | Jack Brabham    | 3     |
|     | Denny Hulme     | 3     |
| 10  | Jo Siffert      | 2     |
| 11  | Richie Ginther  | 1     |

### Costruttori
| Pos | Team           | Punti |
| --- | -------------- | ----- |
| 1   | Lotus-Climax   | 27    |
| 2   | BRM            | 25    |
| 3   | Ferrari        | 16    |
| 4   | Cooper-Climax  | 8     |
| 5   | Brabham-Climax | 6     |
| 6   | Brabham-BRM    | 2     |
| 7   | Honda          | 1     |